# Jüdischer Friedhof (Limbach)

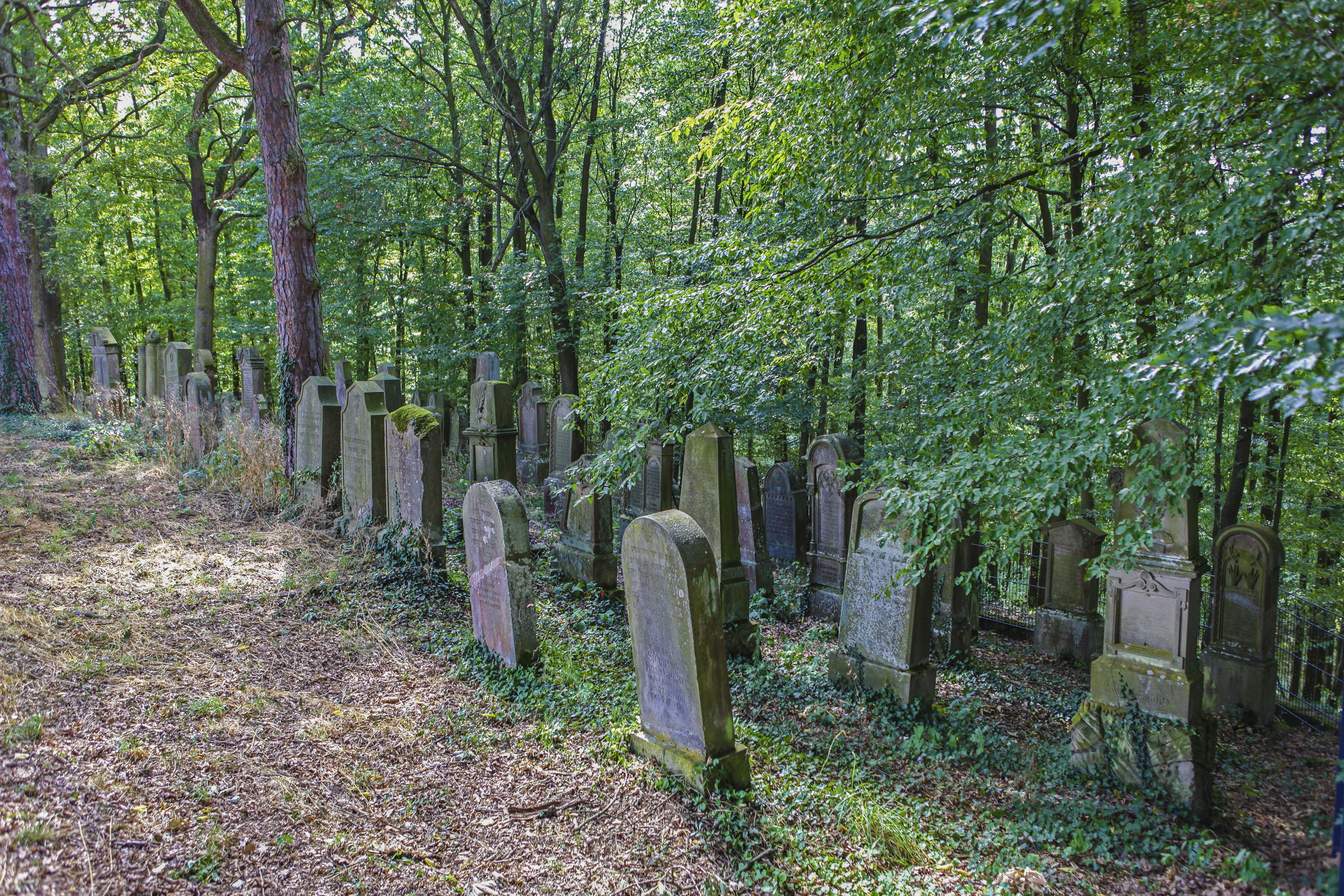
Jüdische Friedhof Limbach

Der Jüdische Friedhof Limbach im unterfränkischen Limbach, einem Ortsteil von Eltmann im Landkreis Haßberge, liegt südwestlich von Limbach nahe der A70. Auf einer Fläche von 30 Ar befinden sich 154 Grabsteine (Mazewot).

## Geschichte
Als der Friedhof im Jahr 1714 eingeweiht wurde, wohnten in Limbach selbst keine Juden. Der Friedhof diente als jüdischer Verbandsfriedhof für die Verstorbenen der jüdischen Gemeinden von Ebelsbach, Eltmann, Knetzgau und Westheim. 1763 wurde der Friedhof erweitert. Die letzte Bestattung fand 1938 statt.